# Hoplophyllum
Hoplophyllum je biljni rod iz porodice glavočika smješten u tribus Eremothamneae. Postoje dvije endemske vrste iz Južnoafričke Republike.
Tipična vrsta je Hoplophyllum spinosum, bodljikavi grm iz provincije Western Cape.

## Vrste
1. Hoplophyllum ferox Sond.
2. Hoplophyllum spinosum DC.